# Мемориальный комплекс Площадь 40-летия Победы (Шахты)
Мемориальный комплекс Площадь 40-летия Победы — мемориальный комплекс на площади 40-летия Победы в городе Шахты Ростовской области.

## История
Мемориальный комплекс «Площадь 40-летия Победы» или Площадь солдата сооружен в ознаменование 40-й годовщины Победы в Великой Отечественной войне.
В состав мемориального комплекса входит скульптурная композиция с фигурой воина с каской на голове и автоматом в поднятой вверх руке. Высота фигуры составляет около 15 метров, солдат поднятой вперед рукой как бы утверждает одержанную в годы Великой Отечественной войны победу над врагом. Рядом с фигурой воина установлены три стелы в виде развернутого знамени. На стелах закреплены ордена Победы, Отечественной войны и Славы, отлитые из металла. Ордена символизируют вклад шахтинцев и освободителей города в победу над фашистами. На гранитной стеле сделана надпись: «Родина будет славить вас вечно. На полях сражений Великой Отечественной войны погибло 10 тыс. шахтинцев. Удостоены боевых наград 35 тысяч, в том числе 27 Героев Советского Союза».
Рядом на площади установлены  пять светильников, символизирующие годы Великой Отечественной войны 1941-1945 г.
Памятник изготовлен на Харьковской скульптурной фабрике художественного фонда Украинской ССР.  Авторами памятника были скульпторы: заслуженный художник, лауреат Государственной премии УССР имени Т. Г. Шевченко Я. И. Рык и И. П. Ястребов, архитекторы: лауреаты  Государственной премии УССР имени Т. Г. Шевченко - Э. Ю. Черкассов, А. А. Максименко и главный архитектор города Шахты В. П. Онищенко.
В дни празднования Победы в Великой Отечественной войне у Мемориального комплекса «Площадь 40-летия Победы» собираются на митинги жители города Шахты.